# Bioassay

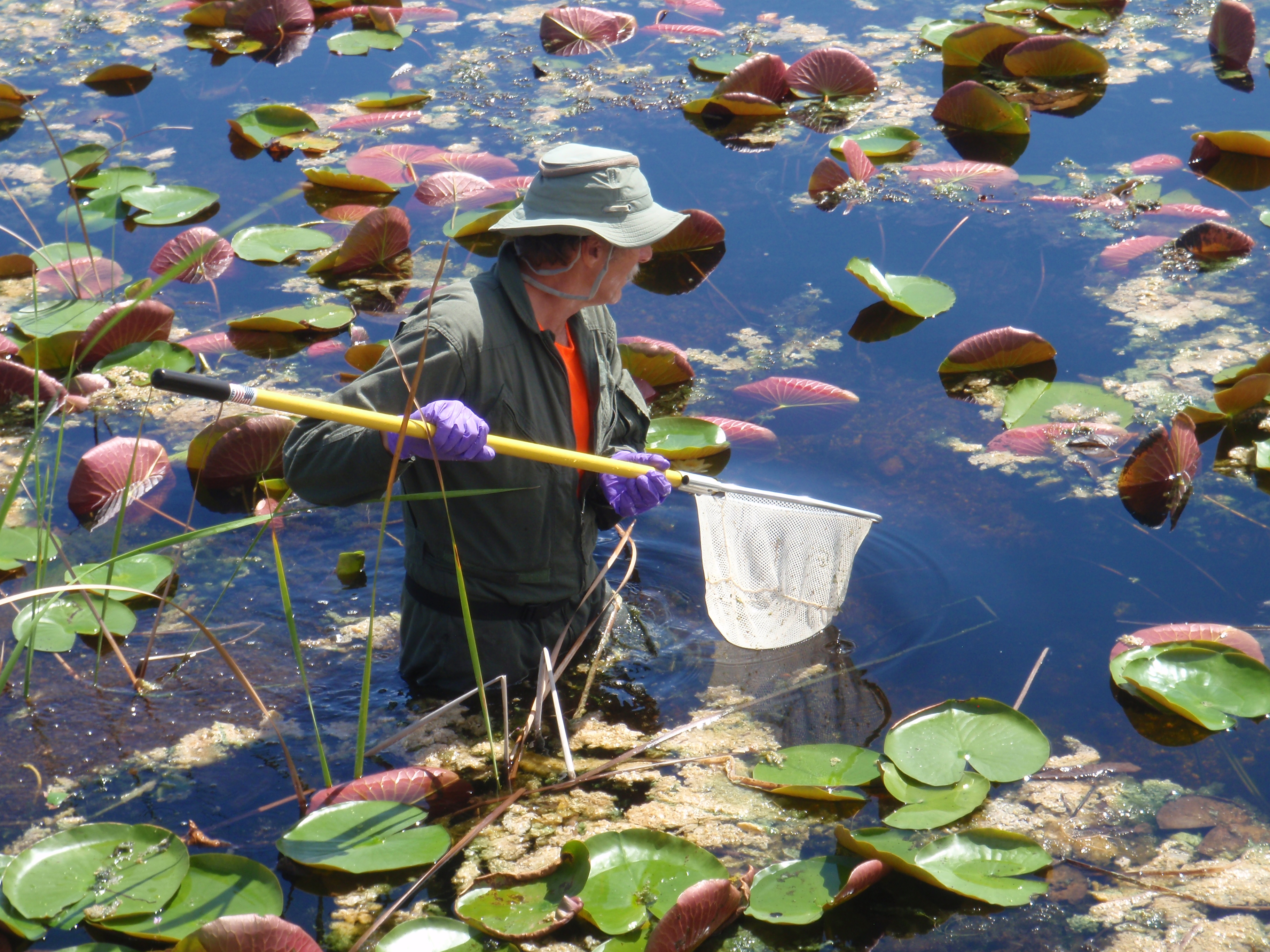
Fische in den Everglades werden auf Quecksilberbelastung untersucht (2014)

Bioassay (kurz für englisch biological assay, „biologische Untersuchung“) ist der wissenschaftliche Fachbegriff für die In-vivo-Untersuchung der Wirkung, die bestimmte chemische Stoffe auf lebende Organismen haben. Bioassays sind standardisierte Tests, mit denen Substanzen in einer Probe nachgewiesen werden oder beispielsweise die Potenz von Arzneimitteln oder Giftstoffen oder die Wirkung von Pheromonen gemessen wird. Bei quantitativen Bioassays kommen regelmäßig Methoden der Biostatistik zum Einsatz.

## Qualitative Bioassays
Qualitative Bioassays untersuchen, wie hoch die Dosis der interessierenden Substanz sein muss, um eine bestimmte Wirkung auszulösen. Beispiele:
- Welche Dosis von Digitalis löst einen Herzstillstand aus?
- Welche Dosis von Insulin löst einen Krampfanfall aus?
- Welche Dosis von Androstenon löst bei der brünftigen Sau die Duldungsstarre aus?[2]
- Was ist die sogenannte mittlere letale Dosis (LD50) einer Substanz, bei der die Hälfte der Versuchstiere stirbt?

Ein klassisches qualitatives Bioassay ist das Experiment von Arnold Adolph Berthold, der männliche Küken kastrierte und zeigte, dass wegen der fehlenden Sexualhormone ihre Entwicklung zu Hähnen gestoppt wurde.

## Quantitative Bioassays

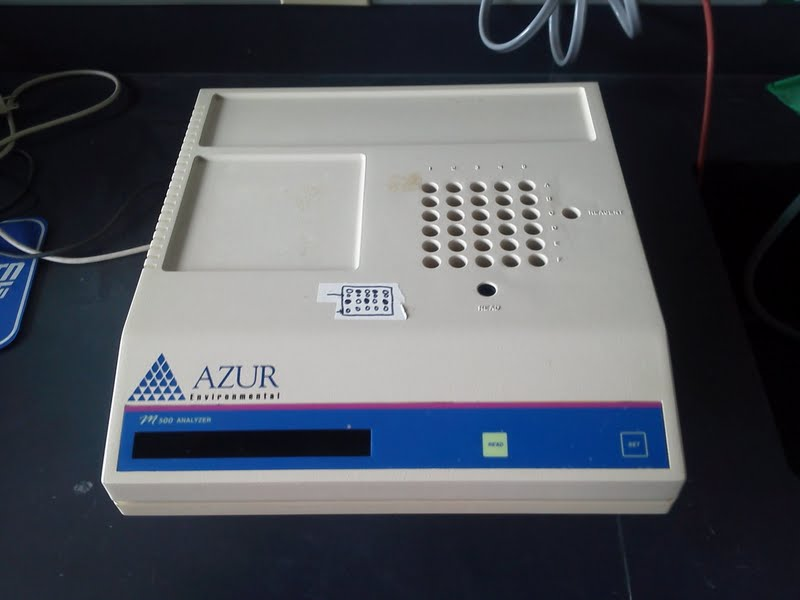
Bioassay-Gerät zur Analyse von Wasser und Bodenproben auf Toxine

Die proportionalen Zusammenhänge zwischen Dosis und Wirkungsstärke untersuchen quantitative Bioassays. Beispiele sind die (erwünschte) Hauptwirkung sowie (unerwünschte) Nebenwirkungen neuer Medikamente oder der Zusammenhang zwischen Adrenalin und Blutdruck.

## Praktische Anwendungen
- Bei unbekannten Stoffen kann ihre Wirkung auf Organismen, insbesondere ihre Giftigkeit, mit der einer bekannten Substanz verglichen werden.
- In den USA ist es einigen Industrieunternehmen und auch städtischen Kläranlagen vorgeschrieben, regelmäßig Bioassays durchzuführen, um die Ungefährlichkeit ihrer Abwässer nachzuweisen.[3][4]